# Michalów (powiat tomaszowski)
Michalów – wieś w Polsce, położona w województwie lubelskim, w powiecie tomaszowskim, w gminie Rachanie.
| SIMC    | Nazwa              | Rodzaj    |
| ------- | ------------------ | --------- |
| 0896611 | Ostrów             | część wsi |
| 0896663 | Wożuczyn-Cukrownia | część wsi |
| 1025456 | Zagumienki         | część wsi |
| 0896628 | Zastaw             | część wsi |

W latach 1975–1998 wieś należała administracyjnie do województwa zamojskiego.
Wieś jest sołectwem w gminie Rachanie. Według Narodowego Spisu Powszechnego z roku 2011 wieś liczyła 325 mieszkańców.
W Michalowie urodził się Marian Wojtas - żołnierz Batalionów Chłopskich i działacz społeczny.
W latach 1710–1760 w miejscowości istniała cerkiew i parafia unicka.
Ponadto przebiegała linia kolei wąskotorowej.
W Michalowie od ponad 100 lat mieści się budynek szkoły podstawowej i przedszkola.
Wierni Kościoła rzymskokatolickiego należą do parafii Nawiedzenia Najświętszej Maryi Panny w Wożuczynie.